# Zespół Jurajskich Parków Krajobrazowych

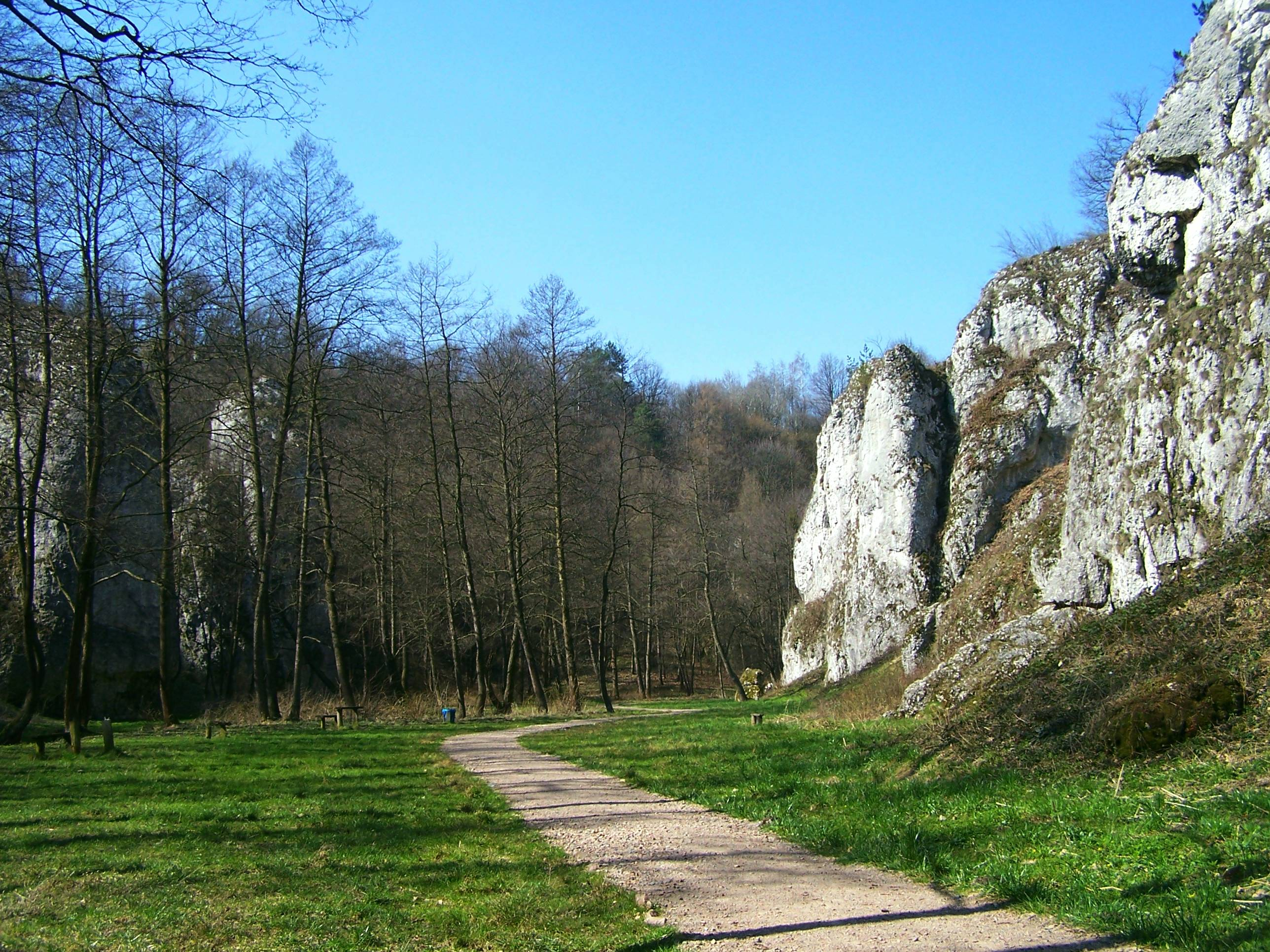
Dolina Mnikowska

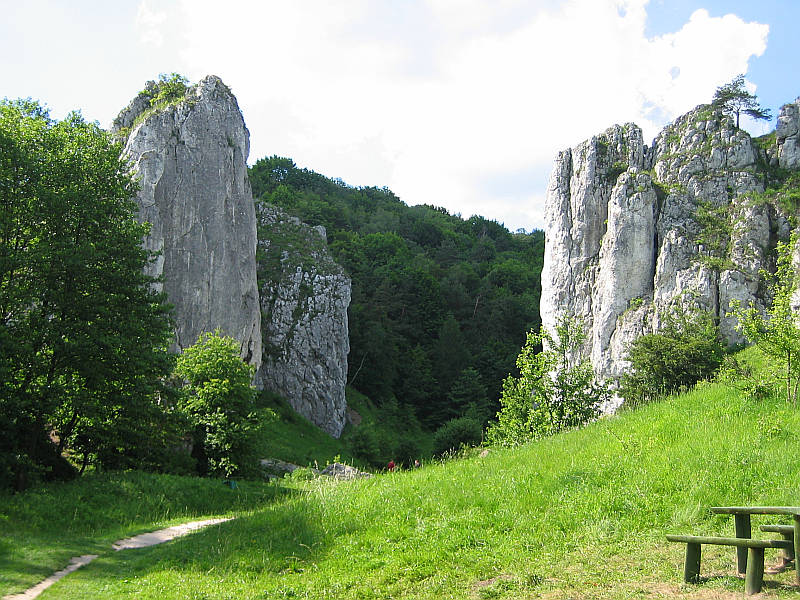
Brama Bolechowicka

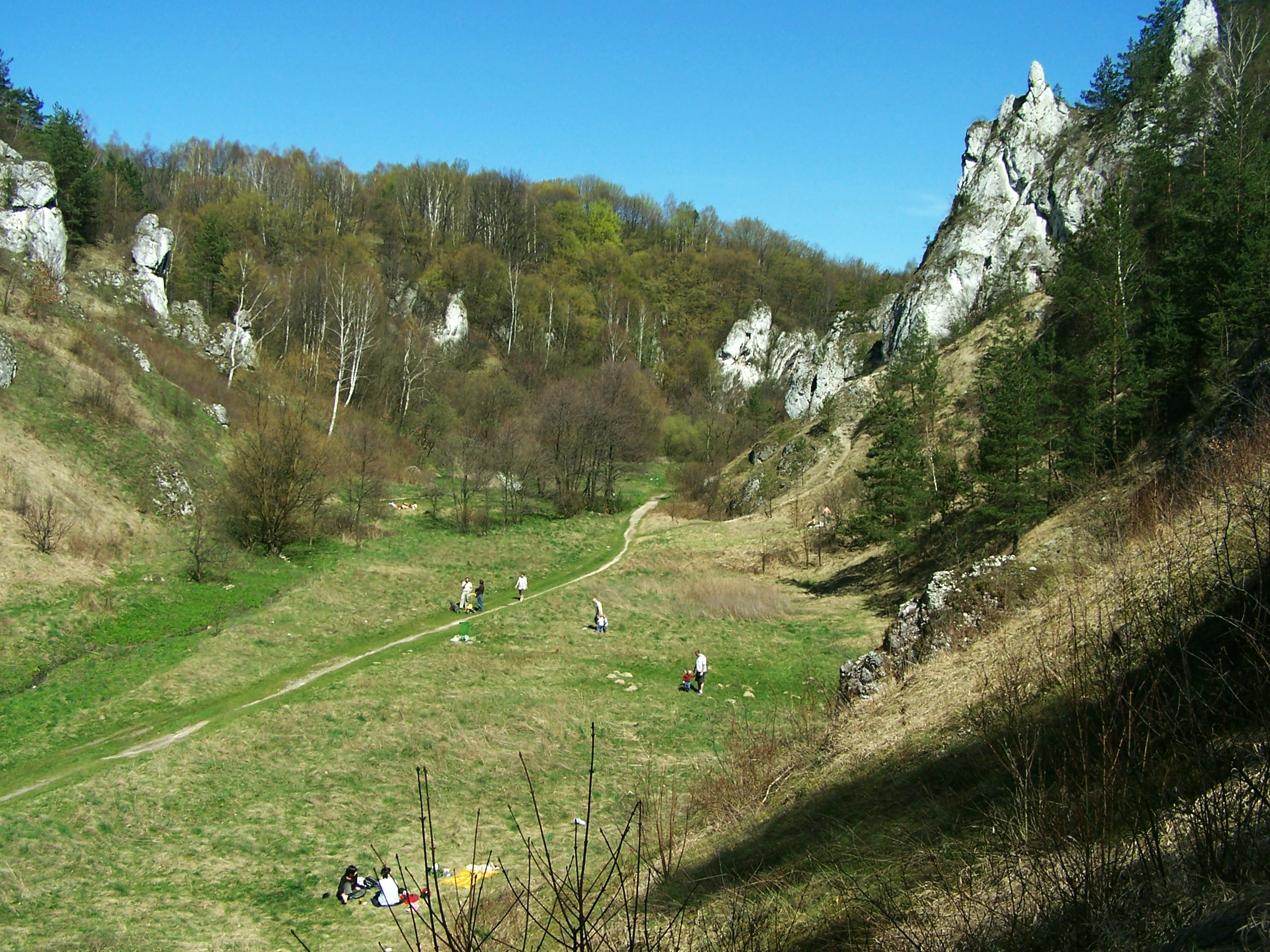
Dolina Kobylańska

Zespół Jurajskich Parków Krajobrazowych – nieistniejący już zespół sześciu parków krajobrazowych w województwie małopolskim o łącznej powierzchni 90 038 ha, które razem z otuliną (73576 ha) i Ojcowskim Parkiem Narodowym (2146 ha) stanowiły największy w Polsce obszar podlegający ochronie.
Zespół Jurajskich Parków Krajobrazowych został utworzony w 1981 roku, a w 1999 w wyniku reformy administracyjnej ZJPK został powiększony o część obszaru, który dawniej znajdował się w granicach Zespołu Jurajskich Parków Krajobrazowych województwa katowickiego. Dyrekcja Zespołu miała siedzibę w Krakowie. 30 stycznia 2009 roku Zespół Jurajskich Parków Krajobrazowych wraz z Zespołem Parków Krajobrazowych Pogórza i Popradzkim Parkiem Krajobrazowym, został przekształcony w Zespół Parków Krajobrazowych Województwa Małopolskiego z oddziałami w Krakowie, Tarnowie i Starym Sączu.

## Historia
Z pomysłem utworzenia na obszarze Jury Krakowsko-Częstochowskiej parku krajobrazowego wystąpił w 1948 r. dr Zygmunt Novák, będący później profesorem Politechniki Krakowskiej. Kierował on pracami zmierzającymi do zagospodarowania terenu Jury. Efektem koncepcji planistycznych było powstanie w latach 50. i 60. szeregu rezerwatów przyrody. Parki krajobrazowe powstały dopiero w latach 1980–1982. Ich głównym celem była ochrona przyrody i kultury Jury w powiązaniu z racjonalnym wykorzystaniem dla potrzeb społecznych i turystycznych.

## Jurajskie Parki Krajobrazowe
W skład zespołu wchodziły następujące parki krajobrazowe:
- Orlich Gniazd (47931 ha) – położony na terenie województw śląskiego i małopolskiego. Praktycznie rozciąga się na całą Wyżynę Częstochowską oraz częściowo Wyżynę Olkuską. W jego granicach znajduje się większość zamków tzw. Orlich Gniazd.
- Dolinki Krakowskie (13710 ha) – położony w całości w województwie małopolskim. Najbardziej popularne dolinki: Dolina Będkowska, Dolina Bolechowicka, Dolina Eliaszówki, Dolina Kobylańska, Dolina Kluczwody, Dolina Racławki.
- Tenczyński (13658,1 ha[3]) – obejmuje pasmo Garbu Tenczyńskiego. W granicach parku znajduje się Puszcza Dulowska i kompleks lasów tenczyńskich. 5 rezerwatów przyrody: Bukowica, Dolina Mnikowska, Lipowiec, Skała Kmity, Zimny Dół.
- Rudniański (4610 ha) – leży w południowym krańcu Garbu Tenczyńskiego, od zachodu i wschodu zamknięty doliną potoku Rudno i wzgórzem Kajasówka.
- Bielańsko-Tyniecki (5067 ha) – obejmuje rejon Krakowa z Lasem Wolskim i wzgórzami tynieckimi, wąski pas po Czernichów oraz drugi między Liszkami a Cholerzynem. 4 rezerwaty przyrody: Bielańskie Skałki, Panieńskie Skały, Skałki Przegorzalskie, Skołczanka.
- Dłubniański (6970 ha) – wzdłuż doliny Dłubni aż po granice Krakowa w Raciborowicach. Należą do niego również lasy minoskie między Minogą a Tarnawą.